# 紅山雪夫
紅山 雪夫（べにやま ゆきお、1927年 -  2020年5月8日）は、日本の旅行作家。

## 経歴
大阪府豊中市生まれ。旧制豊中中学、大検を経て、東京大学法学部卒業。日本旅行作家協会理事を務める。毎年平均して150日間ぐらいは海外を歩き回っていたという。主な守備範囲はヨーロッパ、北アフリカ、西アジアからインド亜大陸まで。海外経験による写真、外国語、歴史、民俗への関心を多くの著書として著した。一連の著作は「添乗員のバイブル」とも呼ばれた。2020年5月8日、新型コロナウイルス感染症のため、死去。93歳没。

## 著書
- 『中近東・アジア教養旅行』白陵社 1969
- 『若い人の海外旅行』編 白陵社 1969
- 『海外旅行のすべて 最少の費用で最高の"旅"を楽しむ本』大和書房 1970
- 『インド・ネパール・セイロン An invitation to India』白陵社 1971
- 『魅惑のヨーロッパ 歴史と美術の散歩路』大和書房 1972
- 『海外旅行に強くなる本 団体旅行からひとり旅まで』花曜社 1973
- 『ヨーロッパ歴史の旅 イギリス・ソ連・北欧からスイスまで』大和出版販売 1973
- 『ヨーロッパ歴史の旅 フランス・イタリアと南欧』大和出版販売 1973
- 『旅行会話五カ国語 わたしの小さな友だち』花曜社 1973
- 『インド歴史の旅 ネパール・セイロン』白馬出版 1975
- 『海外旅行が楽しくなる本 旅の百科』花曜社 1975
- 『海外旅行イラスト式会話集』すずらん書房 1976
- 『中近東・アフリカの旅』ワールドフォトプレス 1976
- 『乾杯!世界まんぷく旅行術』日本交通公社出版事業局 1981
- 『初心者からプロまでの添乗業務 :改訂版』森谷トラベル・エンタプライズ 1983
- 『フランスの城と街道 中世ロマンの残り香を訪ねて』トラベルジャーナル新書 1983
- 『ツアー企画者と添乗員のためのヨーロッパのバス旅行』花曜社 1987
- 『世界歴史紀行 伝統文化を味わう旅』ドイツ、フランス　読売新聞社 1987
- 『ゼウスはなぜ、女性にモテたのか 添乗員のためのツアー・レクチャー講座「ヨーロッパ編」』トラベルジャーナル 1988
- 『マホメットはなぜ、九人の妻をもてたのか』トラベルジャーナル 1990
- 『ヨーロッパが面白い』トラベルジャーナル 1991
- 『ドイツの城と街道』トラベルジャーナル社 1993
- 『フランスの城と街道』トラベルジャーナル 1994
- 『イタリアの古都と街道』トラベルジャーナル 1995
- 『新・添乗業務』トラベルジャーナル 1995
- 『不思議の国インド』トラベルジャーナル 1995
- 『不思議のイスラム トルコ～エジプト・モロッコの旅』トラベルジャーナル 1996
- 『ヨーロッパの旅とキリスト教』創元社 1996
- 『スペインの古都と街道』トラベルジャーナル 1997
- 『ヨーロッパの旅Q&A キリスト教編』トラベルジャーナル 1998
- 『ヨーロッパの旅 城と城壁都市』創元社 1998
- 『イギリスの古都と街道』トラベルジャーナル 1999
- 『オーストリア・中欧の古都と街道』トラベルジャーナル 2000
- 『シチリア・南イタリアとマルタ』トラベルジャーナル 2001
- 『ギリシアの遺跡と島々』トラベルジャーナル 2003
- 『ヨーロッパものしり紀行 《くらしとグルメ》編』新潮文庫　2003
- 『ヨーロッパものしり紀行 《建築・美術工芸》編』新潮文庫　2003
- 『ヨーロッパものしり紀行 《神話・キリスト教》編』新潮文庫　2003
- 『ヨーロッパものしり紀行 《城と中世都市》編』新潮文庫　2004
- 『ライン川を巡る旅』実業之日本社 2004
- 『ドイツものしり紀行』新潮文庫 2005
- 『イタリアものしり紀行』新潮文庫 2007
- 『フランスものしり紀行』新潮文庫　2008
- 『添乗員ヒミツの参考書 魅惑のスペイン』新潮文庫 2009
- 『イスラムものしり事典』新潮文庫 2010
- 『図説ヨーロッパ100名城公式ガイドブック』樺山紘一,日本城郭協会監修 河出書房新社 ふくろうの本 2011